# Joseph Pignatelli
Joseph Pignatelli, né à Saragosse (Espagne) le 27 décembre 1737 et décédé à Rome le 15 novembre 1811, est un prêtre jésuite italien. Entré dans la Compagnie de Jésus avant sa suppression, il est le soutien de nombreux confrères jésuites, lorsque ceux-ci sont expulsés et envoyés en exil, contribuant ainsi à préparer sa restauration universelle qui aura lieu trois ans après sa mort. Canonisé par Pie XII en 1954, il est liturgiquement commémoré le 14 novembre.

## Biographie

### Jeunesse et formation
Issu de familles de grande noblesse, aussi bien du côté de son père italien, Antonio Pignatelli, que de sa mère espagnole, Francesca Moncayo-Fernandez de Heredia (des ‘Grands’ d’Espagne), Giuseppe Pignatelli perd sa mère à l’âge de 4 ans et est élevé à Naples. Dès son enfance, il connaît l’italien comme l’espagnol, ce qui lui sera fort utile plus tard.
Pignatelli entre au noviciat à Tarragone, en Espagne, le 5 mai 1753. Cette période de formation spirituelle est suivie de deux années d’études classiques (1755-1757) à Manrèse. Il se trouve à Calatayud, pour ses études de philosophie (1756-1759) et à Saragosse pour la théologie (1759-1763). Il est ordonné prêtre en décembre 1762.

### Enseignant
Il reste à Saragosse pour y enseigner les humanités; Francisco de Goya y aurait été son élève. Outre l’enseignement, il donne le catéchisme aux enfants de la rue et visite malades et prisonniers.

### Expulsion d’Espagne
L’édit d’expulsion des Jésuites d'Espagne (1767) le surprend à Saragosse. Avec les autres jésuites il part en exil. D’abord en Corse, mais lorsque celle-ci est cédée par Gênes à la France (1768), tous doivent quitter l'île. Les jésuites d’Aragon arrivent alors en grand nombre à Ferrare (dans les états pontificaux). Ils y sont rejoints par les exilés du Mexique. C’est à Ferrare que Pignatelli prononce ses vœux définitifs comme jésuite (1771).

### Suppression de la Compagnie
Deux ans plus tard, le 21 juillet 1773, Clément XIV supprime la Compagnie de Jésus. Les communautés jésuites étant dissoutes, les deux frères, Joseph et Nicolas Pignatelli (tous deux jésuites) vivent quelque temps auprès du commissaire d’Espagne à Bologne. Alors que Joseph continue à vivre comme un religieux, son frère Nicolas reprend une vie séculière et princière. 
A Bologne, Pignatelli prend sur lui-même de rencontrer les autres jésuites espagnols en exil. Il organise des activités spirituelles et intellectuelles qui leur permettent de faire face humainement et spirituellement à la situation très incertaine d’exilés reçus nulle part (pas même accueillis dans les états pontificaux) et n’ayant pas d’avenir. Comme ils sont tous privés du droit d’exercer leur sacerdoce, Pignatelli leur conseille de suivre la pratique apostolique de la ‘conversation spirituelle’ individuelle, telle que prônée par le Bienheureux Pierre Favre. 

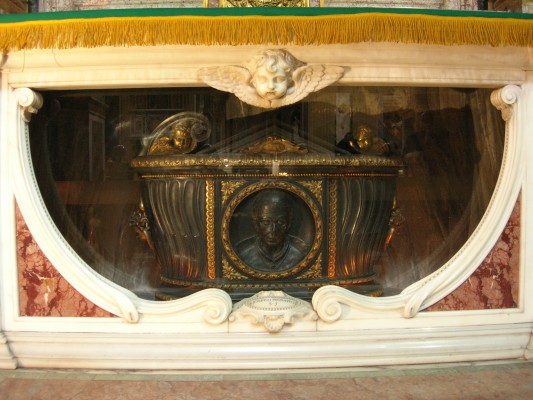
Le sarcophage de saint Joseph Pignatelli à Rome

Lui-même est - entre 1779 et 1783 - le directeur spirituel de sa nièce, mariée au duc de Villahermosa. Homme très cultivé, Pignatelli organise également pour les familles nobles de Bologne des réunions littéraires et culturelles, par lesquelles il en fait revenir plusieurs à la foi. Il rassemble une collection de livres et de tableaux. Lorsqu’il se donnera pleinement au travail de restauration de la Compagnie de Jésus, il enverra cette collection à sa famille à Saragosse. De Vienne on lui envoie les derniers travaux du philosophe à la mode, Emmanuel Kant.

### Restauration de la Compagnie
Il commence à être connu que les jésuites survivent en Russie Blanche, et que d’autres groupes religieux de spiritualité ignacienne se forment ou reforment ailleurs en Europe, et même aux États-Unis. En 1797, le supérieur des jésuites de Russie, Gabriel Lenkiewicz a son représentant en Italie, entre les mains duquel Pignatelli renouvelle en privé sa profession religieuse (6 juillet 1797).
Pignatelli cherche cependant la reconnaissance et la restauration canonique de la Compagnie, comme le fit discrètement Pie VII pour les jésuites de Russie (en 1801). Proche de Ferdinand, duc de Parme et du roi de Naples, il obtient qu’ils demandent au pape la restauration de la Compagnie dans leurs états. Encouragé par un contexte politique européen fort changé depuis 1773, le pape Pie VII accède à leur souhait. Après avoir été restaurée à Parme, en 1804, la Compagnie de Jésus est restaurée dans les royaumes de Naples et Sicile. Pignatelli en est nommé le premier provincial, par le supérieur général (en Russie) le père Gabriel Gruber.
Immédiatement plusieurs collèges sont ouverts à la demande des autorités: Rome, Tivoli, Orvieto. Des vocations se présentent. Cependant la mort de Ferdinand, duc de Parme, et l’invasion des troupes françaises provoquent un retournement de situation. Les jésuites sont de nouveau expulsés, car ils refusent de jurer allégeance à Bonaparte dans son conflit avec Pie VII. 
Pignatelli obtient également la restauration de la Compagnie en Sardaigne (1807). Il ne parvient pas cependant à réunir les divers groupes de spiritualité ignacienne, les 'Pères de la Foi' (de Nicolas Paccanari), les 'Pères du Sacré-Cœur de Jésus' (de Joseph Varin) créés à la fin du XVIIIe siècle qui se veulent héritiers de l’ancienne Compagnie de Jésus  mais rechignent à rejoindre la Compagnie approuvée à Parme. Les deux groupes se réunissent en un seul, à la demande de Pie VI (1797), sous le nom de 'Pères de la Foi' qui se joindront officiellement à la Compagnie de Jésus immédiatement après sa restauration universelle, en 1814. 
Pignatelle meurt à Rome le 15 novembre 1811. Il ne connaîtra pas la restauration universelle de la Compagnie de Jésus (1814), à laquelle il a beaucoup contribué. Faisant le lien entre l’ancienne et la nouvelle Compagnie et ayant réussi à en obtenir une première nouvelle approbation canonique, Pignatelli est considéré comme le restaurateur de la Compagnie de Jésus.
Joseph Pignatelli a été canonisé par Pie XII en 1954. Liturgiquement, il est commémoré le 14 novembre.